# Acanthaleyrodes styraci
Acanthaleyrodes styraci là một loài côn trùng cánh nửa trong họ Aleyrodidae, phân họ Aleyrodinae.
Acanthaleyrodes styraci được Takahashi miêu tả khoa học đầu tiên năm 1942.